# Нове Городище
Нове Городище (біл. вёска Новая Гарадзішча) — село в складі Березинського району Мінської області, Білорусь. Село підпорядковане Богушевицькій сільській раді, розташоване в східній частині області.